# Synodontis zambezensis
Synodontis zambezensis är en afrikansk, afrotropisk fiskart i ordningen Malartade fiskar som lever i Kenya, Moçambique, Sydafrika, Swaziland, Tanzania, Zambia och Zimbabwe. Den är främst nattaktiv. Denna fisk kan bli upp till 43 cm lång och lever i knappt 10 år.
Individerna vistas i större och små vattendrag. De besöker ibland vikar vid havet med bräckt vatten.
För beståndet är inga hot kända. Hela populationen anses vara stor. IUCN listar arten som livskraftig (LC).